# Chrysophyllum lanatum
Chrysophyllum lanatum – gatunek drzew należących do rodziny sączyńcowatych. Jest gatunkiem występującym na terenie wysoko położonych (2700 – 3 000 m) lasów tropikalnych w  Kolumbii i Ekwadorze.